# Chris Hemsworth
Christopher „Chris“ Hemsworth (* 11. srpna 1983 Melbourne) je australský filmový a televizní herec. K jeho nejznámějším rolím patří Kim Hyde v australské mýdlové opeře Home and Away a Thor v sérii filmů Marvel Cinematic Universe. Také si zahrál ve sci-fi filmu Star Trek (2009), akčním filmu Sněhurka a lovec (2012), dramatu V srdci moře (2015) a komedii Krotitelé duchů (2016).

## Životopis
Narodil se v Melbourne učitelce angličtiny Leonie a poradci sociálních služeb Craigu Hemsworthovým. Má dva bratry, Liama a Lukea, kteří se taktéž věnují herectví. Má anglické, irské, skotské a německé kořeny.

## Kariéra
V letech 2002–2007 působil v australských televizních seriálech, především v mýdlové opeře Home and Away, kde hrál v letech 2004–2007. Ve filmu debutoval v roce 2009, kdy si ve snímku Star Trek zahrál George Kirka, otce kapitána Jamese T. Kirka. V roce 2011 pak dostal titulní roli Thora ve filmu Thor, kterou si zopakoval i v následujících snímcích Avengers (2012), Thor: Temný svět (2013), Avengers: Age of Ultron (2015), Thor: Ragnarok (2017), Avengers: Infinity War (2018), Avengers: Endgame (2019) a Thor: Láska jako hrom (2022).
V roce 2012 si zahrál ve filmech Sněhurka a lovec a Chata v horách. O rok později ztvárnil ve snímku Rivalové jezdce formule 1 Jamese Hunta.
Roku 2015 hrál v dramatu V srdci moře, kterému jako předloha stála kniha In the Heart of the Sea od Nathaniela Philbricka. V roce 2016 si znovu zahrál roli Erica ve filmu Lovec: Zimní válka, vedlejší roli získal ve snímku Krotitelé duchů a jako Thor se v cameu objevil ve filmu Doctor Strange.
Ohlášen byl jeho návrat coby George Kirka pro čtvrtý film nové série Star Trek, v roce 2018 však od projektu odstoupil.

## Osobní život
V roce 2010 si vzal o sedm let starší španělskou herečku Elsu Pataky, se kterou má tři děti – dceru Indii (* 2012) a syny, dvojčata Tristana a Sashu (* 2014).

## Filmografie

### Film
| Rok  | Název                            | Role                 | Poznámky       |
| ---- | -------------------------------- | -------------------- | -------------- |
| 2009 | Star Trek                        | George Kirk          |                |
| 2009 | Dokonalý únik                    | Kale                 |                |
| 2010 | Cash                             | Sam Phelan           |                |
| 2010 | Ollie Klublershturf vs the Nazis | Chad                 | krátký film    |
| 2011 | Thor                             | Thor                 |                |
| 2012 | Chata v horách                   | Curth Vaughan        |                |
| 2012 | Avengers                         | Thor                 |                |
| 2012 | Sněhurka a lovec                 | lovec Eric           |                |
| 2012 | Rudý úsvit: Nová krev            | Jed Eckert           |                |
| 2013 | Star Trek: Do temnoty            | George Kirk          | pouze hlas     |
| 2013 | Rivalové                         | James Hunt           |                |
| 2013 | Thor: Temný svět                 | Thor                 |                |
| 2015 | Hacker                           | Nicholas Hathaway    |                |
| 2015 | Avengers: Age of Ultron          | Thor                 |                |
| 2015 | Bláznivá dovolená                | Stone Crandall       |                |
| 2015 | V srdci moře                     | Owen Chase           |                |
| 2016 | Lovec: Zimní válka               | lovec Eric           |                |
| 2016 | Krotitelé duchů                  | Kevin                |                |
| 2016 | Doctor Strange                   | Thor                 | cameo          |
| 2017 | Thor: Ragnarok                   | Thor                 |                |
| 2018 | 12 hrdinů                        | kapitán Mitch Nelson |                |
| 2018 | Avengers: Infinity War           | Thor                 |                |
| 2018 | Zlý časy v El Royale             | Billy Lee            |                |
| 2019 | Avengers: Endgame                | Thor                 |                |
| 2019 | Muži v černém: Globální hrozba   | Henry / agent H      |                |
| 2019 | Jay a mlčenlivý Bob: Přeprc      | sám sebe             |                |
| 2020 | Vyproštění                       | Tyler Rake           | také producent |
| 2022 | Thor: Láska jako hrom            | Thor                 |                |
| 2022 | Spiderhead                       | Steve Abnesti        |                |
| 2023 | Vyproštění 2                     | Tyler Rake           |                |
| 2024 | Furiosa: Sága Šíleného Maxe      | Dementus             |                |

### Televize
| Rok       | Název                  | Role               | Poznámky                                                                    |
| --------- | ---------------------- | ------------------ | --------------------------------------------------------------------------- |
| 2002      | Guinevere Jones        | král Artuš         | 2 díly                                                                      |
| 2002      | Neighbours             | Jamie Kane         | díl č. 4069                                                                 |
| 2002      | Marshall Law           | kluk               | díl „Domestic Bliss“                                                        |
| 2003      | The Saddle Club        | nový veterinář     | díl „Tenderfoot“                                                            |
| 2004      | Fergus McPhail         | Craig              | díl „In a Jam“                                                              |
| 2004–2007 | Home and Away          | Kim Hyde           | 185 dílů                                                                    |
| 2006      | Dancing with the Stars | sám sebe/soutěžící | 5. místo                                                                    |
| 2015      | Saturday Night Live    | moderátor          | díly „Chris Hemsworth/Zac Brown Band“ a „Chris Hemsworth/Chance the Rapper“ |

### Videohry
| Rok  | Název                | Role          | Poznámky |
| ---- | -------------------- | ------------- | -------- |
| 2011 | Thor: God of Thunder | Thor          |          |
| 2016 | Ghostbusters         | Kevin Beckman |          |

## Ocenění a nominace
| Rok  | Ocenění                        | Kategorie                                           | Práce                                  | Výsledek  |
| ---- | ------------------------------ | --------------------------------------------------- | -------------------------------------- | --------- |
| 2005 | Logie Awards                   | nejpopulárnější herec                               | Home and Away                          | nominace  |
| 2005 | Logie Awards                   | nejpopulárnější nový talent: muž                    | Home and Away                          | vítězství |
| 2006 | Logie Awards                   | nejpopulárnější herec                               | Home and Away                          | nominace  |
| 2009 | Boston Society of Film Critics | nejlepší obsazení                                   | Star Trek                              | vítězství |
| 2011 | Teen Choice Awards             | objev roku: muž                                     | Thor                                   | nominace  |
| 2011 | Scream Awards                  | nejlepší superhrdina                                | Thor                                   | nominace  |
| 2011 | Scream Awards                  | objev roku: muž                                     | Thor                                   | nominace  |
| 2011 | CinemaCon Awards               | mužská hvězda zítřka                                | Thor                                   | vítězství |
| 2012 | British Academy Film Awards    | stoupající hvězda                                   | Thor                                   | nominace  |
| 2012 | People's Choice Awards         | nejlepší hrdina                                     | Thor                                   | nominace  |
| 2012 | MTV Movie Awards               | nejlepší filmový hrdina                             | Thor                                   | nominace  |
| 2012 | Teen Choice Awards             | nejlepší herec: sci-fi/fantasy                      | Avengers                               | nominace  |
| 2012 | Teen Choice Awards             | nejlepší letní hvězda: muž                          | Avengers & Sněhurka a lovec            | vítězství |
| 2013 | People's Choice Awards         | nejlepší filmový hrdina                             | Avengers                               | nominace  |
| 2013 | People's Choice Awards         | nejlepší filmová chemie (sdíleno sKristen Stewart)  | Sněhurka a lovec                       | nominace  |
| 2013 | People's Choice Awards         | nejlepší filmová akční hvězda                       | Avengers & Sněhurka a lovec            | vítězství |
| 2013 | Kids' Choice Awards            | nejlepší nakopávač zadků                            | Avengers                               | nominace  |
| 2013 | MTV Movie Awards               | nejlepší souboj                                     | Avengers                               | vítězství |
| 2013 | Teen Choice Awards             | nejlepší herec: akční film                          | Rudý úsvit: Nová krev                  | nominace  |
| 2014 | Teen Choice Awards             | nejlepší herec: sci-fi/fantasy                      | Thor: Temný svět                       | nominace  |
| 2014 | Russian National Movie Awards  | Nejlepší filmové duo (sdíleno s Tomem Hiddlestonem) | Thor: Temný svět                       | nominace  |
| 2015 | Huading Award                  | nejlepší globální filmový herec                     | Thor: Temný svět                       | vítězství |
| 2015 | Teen Choice Awards             | nejlepší herec: sci-fi/fantasy                      | Thor: Temný svět                       | nominace  |
| 2015 | Teen Choice Awards             | nejlepší herec: drama                               | Hacker                                 | nominace  |
| 2016 | People's Choice Awards         | nejlepší herec: akční film                          | Avengers: Age of Ultron & V srdci moře | vítězství |
| 2016 | Kids' Choice Awards            | nejoblíbenější filmový herec                        | Avengers: Age of Ultron                | nominace  |
| 2016 | Jupiter Award                  | nejlepší mezinárodní herec                          | Avengers: Age of Ultron                | nominace  |
| 2016 | MTV Movie Awards               | nejlepší polibek (sdíleno s Leslie Mann)            | Bláznivá dovolená                      | nominace  |
| 2016 | Australian Movie Convention    | australská hvězda roku                              |                                        | vítězství |
| 2016 | Teen Choice Awards             | nejlepší herec: akční film                          | V srdci moře                           | nominace  |
| 2016 | Teen Choice Awards             | nejlepší herec: sci-fi/fantasy                      | Lovec: Zimní válka                     | nominace  |
| 2016 | Teen Choice Awards             | nejlepší polibek (sdíleno sJessicou Chastainovou)   | Lovec: Zimní válka                     | nominace  |
| 2016 | Teen Choice Awards             | nejlepší letní filmová hvězda: muž                  | Krotitelé duchů                        | nominace  |
| 2017 | People's Choice Awards         | nejlepší filmový herec: komedie                     | Krotitelé duchů                        | nominace  |
| 2017 | Kids' Choice Awards            | nejlepší filmový herec                              | Krotitelé duchů                        | vítězství |
| 2017 | Kids' Choice Awards            | nejoblíbenější nakopávač zadků                      | Lovec: Zimní válka                     | nominace  |
| 2017 | Jupiter Award                  | nejlepší mezinárodní herec                          | Lovec: Zimní válka                     | nominace  |
| 2018 | Critics' Choice Awards         | nejlepší herec: komedie                             | Thor: Ragnarok                         | nominace  |
| 2018 | MTV Movie Awards               | nejlepší souboj                                     | Thor: Ragnarok                         | nominace  |
| 2018 | Kids' Choice Awards            | nejlepší filmový herec                              | Thor: Ragnarok                         | nominace  |
| 2018 | Teen Choice Awards             | nejlepší herec: sci-fi/fantasy                      | Thor: Ragnarok                         | vítězství |
| 2018 | People's Choice Awards         | nejlepší filmová hvězda: akční                      | Avengers: Infinity War                 | nominace  |
| 2018 | People's Choice Awards         | nejlepší filmová hvězda                             | Avengers: Infinity War                 | nominace  |
| 2018 | People's Choice Awards         | nejlepší filmová hvězda: drama                      | 12 hrdinů                              | nominace  |